# So Many Stars (musikalbum)
So Many Stars är ett musikalbum från 1996 med jazzsångerskan Lina Nyberg.

## Låtlista
1. Suddenly (Lina Nyberg) – 4:34
2. So Many Stars (Sergio Mendes/Alan & Marilyn Bergman) – 4:53
3. The End (Lina Nyberg) – 4:26
4. I'll Be Seeing You (Irving Kahal/Sammy Fain) – 5:46
5. Nothing New (Lina Nyberg) – 4:40
6. My Castle (Lina Nyberg) – 6:54
7. For All We Know (Fred Coots/Sam Lewis) – 5:16
8. Once I Was Like You (Lina Nyberg) – 6:40
9. On the Street Where You Live (Frederick Loewe/Alan Jay Lerner) – 2:27
10. Going to Chicago (Count Basie/Jimmy Rushing/Joe Williams) – 5:11
11. Lost But Still (Lina Nyberg) – 7:14
12. Ordinary Day (Lina Nyberg) – 5:51
13. Alone (Lina Nyberg) – 3:45

## Medverkande
- Lina Nyberg – sång
- Catharina Fridén – flöjt
- Magnus Broo – trumpet
- Amanda Sedgwick – altsaxofon
- Fredrik Ljungkvist – sopransaxofon, tenorsaxofon
- Charlie Malmberg – barytonsaxofon
- Dicken Hedrenius – trombon
- Cecilia Zilliacus – violin
- Anna Rodell – violin
- Johanna Sjunnesson – cello
- Anders Persson – piano
- Christian Spering – bas
- Anders Kjellberg – trummor
- Magnus Öström – trummor